# 羅援
羅 援（ら えん、1950年10月20日 - ）は、中華人民共和国・人民解放軍の元軍人、軍事評論家。最終階級は中国解放軍少将。

## 経歴
1950年10月20日、羅青長の三男として四川省広元市に生まれる。父・羅青長は中国共産党調査部長などを歴任し、対台湾工作などを手掛けていた。
1968年、人民解放軍の地方生産隊に入隊。1979年には北京に移り軍事科学院に勤務、戦略部第二研究室主任、世界軍事研究部副部長を歴任する。2006年には少将に昇進。現在は退役し、中国戦略文化促進会の常務副会長を務める。

## 人物
- 少将の肩書きを持っているがいわゆる文体人員と呼ばれる身分である。文体人員とは後方で文化娯楽や宣伝の任務を行う役職である。実務派の軍人ではない。
- 人民解放軍の中でも「強硬派の論客」[1]と目されている。中国のテレビ局にて「東京を火の海にする」という発言をしたことなどで有名。国土資源部国家海洋局など9部門が担当し効率が悪くなっている海上警備を改善するため、これらを統合し、日本の海上保安庁にあたる組織を作ることを提案していることでも知られる[2]。
- 習近平とは幼馴染である。
- 微博で自作自演騒動を引き起こし炎上した経験を持つ[3][4]。
- 台湾の中華民国国軍退役将校との交流会で国防大学初代学長の夏瀛洲（中国語版）二級上将ら台湾側が「われわれ国軍も共産党軍もともに同じ中国軍」「歴史的任務と使命である中台統一のためにともに頑張ろう」と席上で発言した際に「中台統一で21世紀はわれら中国の世界になる」と応じたことを明らかにして台湾で波紋を呼んだ[5][6]。北京の孫文生誕150周年記念式典で中華人民共和国の国歌である「義勇軍進行曲」が演奏された際に参加した夏瀛洲二級上将ら台湾軍の退役将校団が起立して物議を醸した際も、「祖先を忘れ、国家を分裂させ、統一という歴史の流れに逆らう者は罰すべきだ」と擁護した[7]。
- 1979年、ベトナム国境近辺に作戦参謀として配属されていた同氏は、中越戦争の開戦直前に人事異動で北京へ帰還した。同氏の父が周恩来元首相に近い要職であったため、開戦の情報を知った父が同氏を前線から下げさせたのではないかと疑惑が持たれている[8]。

## 著書
- 『中国人民解放戦史』
- 『中国人民志願軍戦史』
- 『軍事予測学』
- 『国際戦略論』
- 『戦略学』
- 『戦略評価』
- 『イラク戦争の評価』

## 発言
- 「朝鮮戦争が再度勃発しても、出兵するとは限らない」[9]
- 「何でも平和的手段で解決しようとするのは平和ボケだ」[10]
- 「日本が東シナ海の海洋資源を握れば、資源小国から資源大国になってしまう」[11]
- 「尖閣諸島に軍艦派遣、わが国の軍事施設作れ」[12]
- 「中台統一」[要出典]